# سارگو

سارگو شهری در شهرستان کونگوسی در استان بام در بورکینافاسوی شمالی است و جمعیت آن ۱۶۳۸ نفر است.